# Mughiphantes aculifer
Mughiphantes aculifer là một loài nhện trong họ Linyphiidae. Chúng được Andrei V. Tanasevitch miêu tả năm 1988.